# قلب‌الفرد
قلب‌الفَرد یا آلفا مار باریک یا آلفرد یا تَکینه یک ستاره است که در صورت فلکی مار باریک قرار دارد.